# Parapyrrhicia acutilobata
Parapyrrhicia acutilobata är en insektsart som beskrevs av David R. Ragge 1980. Parapyrrhicia acutilobata ingår i släktet Parapyrrhicia och familjen vårtbitare. Inga underarter finns listade i Catalogue of Life.